# Josef Röder (Archäologe)
Josef Röder (* 14. August 1914 in Frankfurt am Main; † 10. Mai 1975 in Koblenz) war ein deutscher Archäologe und Ethnologe.

## Leben
Er studierte Ethnologie, Vorgeschichte und Geologie an der Goethe-Universität Frankfurt am Main. Nach der Promotion 1939 war er ab 1949 ehrenamtlicher Leiter des Mittelrhein-Museums in Koblenz; ab 1956 mit dem Aufbau der Staatlichen Sammlung für Vorgeschichte und Volkskunde am Mittelrhein beauftragt. Ab 1963 arbeitete er im Landesmuseum Trier. Von 1972 bis zu seinem Tod war er Direktor des Landesmuseums Koblenz.

## Schriften (Auswahl)
- Marnix von St. Aldegonde vor dem Reichstag zu Worms (1578). Den Haag 1941, OCLC 217257344.
- Die Sima-Sima. Eine schamanist. Kultgemeinschaft auf Südmittelceram. 1941, OCLC 71909562.
- Alahatala. Die Religion der Inlandstämme Mittelcerams. Bamberg 1948, OCLC 215258548.
- Pfahl und Menhir. Eine vergleichend vorgeschichtliche, volks- und völkerkundliche Studie. Neuwied 1949, OCLC 73694487.
- Felsbilder und Vorgeschichte des MacCluer-Golfes West-Neuguinea. Darmstadt 1959, OCLC 252679773.